# FAKE (2016年の映画)
『FAKE』（フェイク）は、2016年制作の日本のドキュメンタリー映画。ゴーストライター問題が発覚し、渦中の人物となっていた佐村河内守を中心に、彼を取材するテレビ関係者、真偽を確かめに来る海外のジャーナリストなどを1年4か月に渡って追ったドキュメンタリー作品である。

## 概要
聴覚障害をもちながら『交響曲第1番《HIROSHIMA》』などを作曲して、一時は現代のベートーベンと持ち上げられた音楽家の佐村河内守。しかしその後、神山典士が持ち込んだ週刊文春掲載の告発記事により、「作曲はしていない」「実は耳が聞こえるんじゃないか」と一転して非難の的となる。
タイトルとなる「FAKE」には見せかける、いんちき、虚報などの意味がある。はたして佐村河内守はどこまで嘘をついていたのか。真実は何か。ドキュメンタリー作家・森達也が15年ぶりに臨む単独監督作品。キャッチコピーは「誰にも言わないでください、衝撃の12分間」。
撮影は2014年9月から2016年1月にかけて、神奈川県横浜市内の佐村河内の自宅を中心に撮影が行われた。監督である森はジャーナリズムに基づいたノンフィクション作品ではなく、演出の入ったドキュメンタリー作品であることを強調しており、画一的な報道がなされる上での別視点の提供であるとしている。（森は、ジャーナリズムを客観や中立を標榜し社会正義を体現しようとするもの、ドキュメンタリーは自分の主観を出すもの、として区別している）
取材方法の一環として、ノンフィクション作家の大御所・佐野眞一に佐村河内をインタビューさせて、そのうしろからカメラを回すプランがあったが、佐野には約束の数日前に「いろいろ考えたけれど、自分の琴線が動かない」と言われ実現に至らなかった。当時、佐野は自作品の剽窃問題で追い詰められており、事実上、メディア業界から追い出されるような恰好になっていた。

### 評価など
映画ライターの村山章は「誰もが抱える下世話なゴシップ欲へのやたらと面白い返答であり、感動的なメロドラマであり、エキサイティングな音楽映画でもある」と評論した。
2017年3月2日にディレクターズカット版DVDがリリース（発売元：ディメンション、販売元：ハピネット）。

## 出演
- 佐村河内守
- 佐村河内香
- 新垣隆[11]
- 前川修寬

## スタッフ
- 監督：森達也[12]
- アシスタントプロデューサー：田中志緒理
- プロデューサー：橋本佳子、木下繁貴、古賀文規
- 撮影：森達也・山崎裕
- 編集：鈴尾啓太
- 製作：ドキュメンタリージャパン、東風、DIMENTION、ピカンテサーカス
- 制作：「Fake」制作委員会
- 英語字幕：田中志緒理　石原雪子
- 挿入歌「Requiem」（作曲：佐村河内守）[注 1]